# Lucien Rouzet
Pour les articles homonymes, voir Rouzet.
Lucien Rouzet (Dieuze, 23 mars 1886 - Clichy, 4 mars 1948) est un physicien et inventeur français, créateur notamment d'un système de TSF en 1912.

## Biographie
Né le 23 mars 1886 à Dieuze, dans cette partie de la France annexée depuis 1871, Lucien Rouzet vint s'installer, dès qu'il le put, dans la Région Parisienne ; son premier soin fut d'officialiser sa nationalité française, par le processus de « réintégration ».
Il entra dans la vie professionnelle en travaillant comme apprenti dans des entreprises successives de techniques différentes.
Parallèlement, il suivit les cours du soir au Conservatoire national des arts et métiers ; plus tard, suivant des cours à l'École des travaux publics, il obtint le diplôme d'ingénieur électricien.
On lui doit des inventions technologiques, comme, par exemple, le condensateur variable logarithmique qui lui valut un grand prix.
Télégraphiste lors de son service militaire, il prolongea celui-ci pour contribuer à doter l'aviation de son invention la plus importante, un système de TSF permettant des communications aéronautiques à des distances inégalées à l'époque. Cette invention joua un rôle capital pendant la Première Guerre mondiale.
Amateur de musique, il se pencha sur les principes d'accord des instruments, et, prenant pour base les expériences faites par Mercadier et Cornu sur les rapports des fréquences des accords fondamentaux, il élabora une théorie sous le nom de « gamme rationnelle » ; elle rend compte en particulier des différentes « couleurs » d'un même motif joué dans des tonalités différentes.
Cette théorie fut primée par l'Académie nationale de Metz, dont il devint membre, et par la Société d'encouragement pour l'industrie nationale. Mais les partisans de la simple gamme chromatique y furent insensibles et cette dernière fut conservée.
Pendant la Seconde Guerre mondiale, il fut agent occasionnel des Forces Françaises Combattantes, du 1/11/1941 au 30/09/1944, dans le Réseau CND Castille du Colonel Rémy. Après la guerre, il participa aux activités du Centre d'Études de la Résistance, à Clichy, dont il fut vice-président.
Insatisfait des principes affirmés comme bases de la Thermodynamique, il se consacra à l'étude de cette partie de la physique, et présenta une théorie fondée sur des bases différentes, donnant de meilleures explications de certains phénomènes physico-chimiques. Le succès remporté par cette théorie, quelque honorifique qu'il fût, resta cependant éphémère.
Il continua néanmoins à poursuivre ses recherches, plus poussées, dans ce domaine avec des développements importants ; elles furent interrompues par son décès le 4 mars 1948.
Plus tard, cette théorie fut présentée au CNRS, « qui en reconnut la pertinence, mais déclara que les principes enseignés à ce jour, quelque imparfaits qu'ils soient, sont suffisants en pratique ».

## Histoire du système Rouzet de TSF

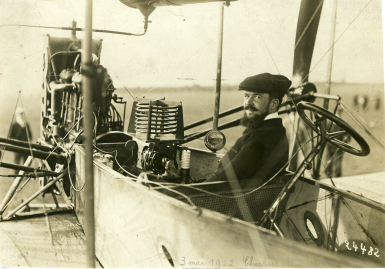
Lucien Rouzet à son poste émetteur dans l'aéroplane d'essais le 3 mai 1912 à Chartres

Au début du vingtième siècle, les liaisons radio - qui utilisaient l'alphabet Morse - étaient uniquement terrestres ; l'amplification des signaux à la réception n'était pas encore née, de sorte que la distance maximale de perception des messages dépendait directement de la puissance de l'émetteur.
Sur le plan militaire, le Général Ferrié avait fait édifier un réseau important de communication.
Mais les postes d'émission étaient trop lourds pour être embarqués sur les avions de l'époque.
Des ingénieurs ont donc cherché à minimiser le rapport poids/puissance, et des liaisons à courte distance entre avions et sol ont pu être réalisées.
Parmi ces ingénieurs, Lucien Rouzet met au point un système qui s'avère extrêmement performant, comme le révèle un essai sur un vol de près d'une heure à plus de mille mètres d'altitude, effectué le 7 mai 1912, sur le terrain aéronautique alors très actif de la future base aérienne 122 Chartres-Champhol.
Des journalistes étaient présents et des articles relatèrent l'essai et ses résultats dans des journaux français et étrangers,,,,.
Lucien Rouzet dépose des brevets en France et dans de nombreux pays (avec évidemment beaucoup de difficultés en Allemagne, ennemi de la France à l'époque).
La Société Industrielle de TSF et d'électricité est créée pour l'exploitation de l'invention, et des appareils sont fournis à plusieurs pays (à l'exception de l'Allemagne).
L'armée française exige, quant à elle, un essai comparatif officiel avec les autres systèmes. En mai 1914, sur un même circuit (passant par Blois et la Sarthe) est organisé cet essai, la réception se faisant à Villacoublay. Seuls les signaux émis par l'avion équipé du système Rouzet sont reçus en permanence. Curieusement, les militaires exigent un autre essai ; mais la guerre vient et cet essai n'est pas réalisé.
Le résultat est que la TSF était inexistante dans les escadrilles françaises.
Par contre, le système Rouzet était utilisé par des armées alliées; il avait même été rendu obligatoire par l'Amirauté britannique, et on peut lire sur une lettre, signée du Capitaine de Vaisseau Attaché naval à l'Ambassade d'Angleterre, le 23 janvier 1915 :
« Je suis autorisé par l'Amirauté de vous faire connaître que les résultats satisfaisants obtenus jusqu'ici, peuvent être attribués dans une grande mesure aux appareils fabriqués par votre Maison. »
Plus tard, la Marine française fit tout de même un large usage des appareils pour la surveillance active de l'aviation maritime avec des portées de plus de 250 kilomètres.
Sur le plan terrestre, Lucien Rouzet, du haut de la Tour Eiffel, put réaliser des communications à des distances encore supérieures.
Lorsque fut mise au point la « lampe » permettant l'amplification des signaux à la réception, le système de Lucien Rouzet perdit de son intérêt et la société d'exploitation cessa son activité, mettant fin à la contribution importante de Lucien Rouzet au réseau de communication par radio initié par le Général Ferrié.
À cette occasion, une coupe d'argent lui fut offerte, avec la dédicace :
« Hommage du Conseil d'Administration de la Société Industrielle de TSF et d'électricité à son ingénieur Lucien Rouzet, inventeur du premier système de TSF applicable aux aéroplanes ».